# U 18 (U-Boot, 1973)
U 18 (Schiffskennung S 197) war ein Unterseeboot der U-Boot-Klasse 206 der Bundesmarine. Es wurde am 19. Dezember 1973 für das 3. Ubootgeschwader in Dienst gestellt und zwischen April 1990 und März 1992 zur modernisierten Klasse 206A umgebaut. Patenstadt war Külsheim. Am 31. März 2011 wurde U 18 außer Dienst gestellt, es dient seit 2012 in Kiel als Ersatzteillager der Marine Kolumbiens. Seit September 2022 steht es öffentlich zum Verkauf.